# Coffinit
Coffinit (koffinit) – minerał z gromady krzemianów. Należy do grupy minerałów rzadkich.
Nazwany na cześć amerykańskiego geologa – Reubena Clare'go Coffina (1886-1972). 

## Charakterystyka

### Właściwości
Tworzy niewielkie kryształy o pokroju tetragonalnym. Występuje w skupieniach zbitych, tworzy naskorupienia, wypełnia drobne szczelinki; tworzy czarny lub czarnobrązowy materiał podobny do szkła (możliwe szaroczarne pasma). Jest minerałem niemal izotropowym, niekiedy tylko wykazuje słaby efekt anizotropowy. Prześwieca tylko w bardzo cienkich okruchach. Jest silnie radioaktywny. Jest izostrukturalny z cyrkonem, thorytem.
Inne właściwości:
- ciężar molekularny 327,71 daltonów,
- zawiera od 45 do 70% UO2.

### Występowanie
Występuje w strefach objętych działalnością hydrotermalną niskich temperatur pojawia się wraz z licznymi minerałami kruszcowymi. Zazwyczaj stanowi składnik pegmatytów. Znany jest także ze skał osadowych (odkryty w piaskowcach jurajskich). 

Najczęściej współwystępuje z takimi minerałami jak: uranninit, minerały uranylowe, minerały wanadanowe. 
Miejsca występowania:
- USA – Kolorado, Utah
- W Polsce został stwierdzony na Dolnym Śląsku – w okolicach Kowar (kryształy o wielkości ok. 0,2 mm i przerosty z nasturanem); towrzyszy mu chalkopiryt.

### Zastosowanie
- ruda uranu,
- ma znaczenie naukowe.